# Runavík
Runavík è un comune delle Isole Fær Øer. Ha una popolazione di 3 642 abitanti e fa parte della regione di Eysturoy sull'isola omonima. Il 1º gennaio 2005 ha inglobato i comuni di Elduvík, Oyndarfjørður e Skála e il 1º gennaio 2009 il comune di Funningur.
Il comune comprende 13 località situate nella parte meridionale di Eysturoy: Elduvík, Funningsfjørður, Glyvrar, Lambareiði, Lambi, Oyndarfjørður, Rituvík, Runavík, Saltangará, Skálabotnur, Skála, Skipanes e Søldarfjørður.

## Sport
- NSÍ Runavík, società di calcio locale.